# Ptychadena gansi
Espèce
Statut de conservation UICN

 LC  : Préoccupation mineure
Ptychadena gansi est une espèce d'amphibiens de la famille des Ptychadenidae.

## Répartition
Cette espèce est endémique du Sud de la Somalie,.

## Taxinomie
Cette espèce est parfois considérée comme un synonyme de Ptychadena mossambica.

## Étymologie
Cette espèce est nommée en l'honneur de Carl Gans.

## Publication originale
- Gans, Laurent & Pandit, 1965 : Notes on a herpetological collection from the Somali Republic. Annales du Musée Royal de l'Afrique Centrale, Série in Octavo, Science Zoologique, Tervuren, vol. 134, p. 1-93.